# Wolfgang Blissenbach
Wolfgang Blissenbach (* 20. April 1941 in Hamburg; † 3. Juni 2010) war ein deutscher Sänger in der Stimmlage Bariton sowie Musiker, Autor und Komponist christlicher Musik.

## Leben
Wolfgang Blissenbach wuchs mit seiner Schwester Gerlinde auf. Nach dem Schulabschluss absolvierte er zunächst eine Lehre zum Maschinenschlosser. Anschließend folgte ein Studium am Theologischen Seminar Beröa (TSB) des Bundes Freikirchlicher Pfingstgemeinden (BFP).
1961 begann Wolfgang Blissenbach bei namhaften Gesangslehrern in Hamburg Gesangsunterricht zu nehmen. Er studierte unter anderem bei Charlotte Feindt, Henny Wolff und Elisabet Einfeldt. 1963 erhielt er erste Einladungen zu Gesangskonzerten. 1964 entschied er sich vollzeitlich als Evangeliumssänger zu arbeiten. Es folgten Evangelisationsreisen in die USA, Kanada sowie Länder Südamerikas, Afrikas, Skandinaviens und ganz Europa. 1965 wurde er vom Bund Freikirchlicher Pfingstgemeinden zum Pastor ordiniert. An der Akademie für Tonkunst in Darmstadt absolvierte Blissenbach sein Staatsexamen als Gesangspädagoge.
Von 1970 bis 1976 arbeitete Wolfgang Blissenbach als Gesangs- und Musikpädagoge am Theologischen Seminar Beröa. Zeitgleich studierte er an der Akademie für Tonkunst in Darmstadt. Mit Abschluss des staatlich anerkannten Gesangspädagogenexamens kehrte er nach Hamburg zurück. In den folgenden Jahren des hauptamtlichen musikalischen Wirkens im BFP engagierte er sich für die Gesangsausbildung der einzelnen Gemeindechöre. Außerdem gründete er unter anderem die erste christliche Gemeindemusikschule in Hamburg.
In den 1970er Jahren erschienen die ersten Schallplattenaufnahmen von Wolfgang Blissenbach. Bald entdeckten christliche Musikproduzenten wie Klaus Heizmann und Jochen Rieger den Bariton für eigene Projekte. So wirkte er beispielsweise bei den Kantaten Jesus kommt wieder und Preis und Anbetung sei dir oder auch dem Oratorium Jerusalem Schalom von Klaus Heizmann mit. Auch veröffentlichte Wolfgang Blissenbach neben seiner Solodiskografie eigene Konzepte und chorische Werke wie die Kantate Selig sind unter seiner Leitung. Chöre unter seiner Leitung waren unter anderem der Chor der BFP-Gemeinde Arche in Hamburg, die The Gospel Singers aus Erzhausen und der Sela-Studiochor des gleichnamigen Plattenlabels im Leuchter-Verlag.
1999 erlitt Wolfgang Blissenbach einen Schlaganfall, von dem er sich nicht wieder erholte. Jahrelange gesundheitliche Probleme folgten. So erkrankte er nach einer Augenbehandlung im Jahr 2010 an mehreren Infekten und wiederholten Schlaganfällen. Die Folge war eine monatelange stationäre Behandlung in unterschiedlichen Krankenhäusern. Am 3. Juni 2010 verstarb Wolfgang Blissenbach im Alter von 69 Jahren.
Seit 1962 war Wolfgang Blissenbach verheiratet mit seiner Frau und Pianistin Marlene, mit der er drei Söhne und eine Tochter hat.

## Diskografie

### Singles
- Erinnerungen an Amerika
- Jesus hat errettet mich
- Wolfgang Blissenbach singt vier Evangeliumslieder
- Mutter
- Mein Herz ist froh
- Wolfgang Blissenbach & Göran Stenlund
- Evangeliumssänger Wolfgang Blissenbach

### Alben
- Dir gehört mein Lob. 1979 Hänssler
- Wolfgang Blissenbach. Leuchter-Verlag (Label: Sela)
- Die Liebe höret nimmer auf. Leuchter-Verlag
- Wolfgang Blissenbach singt amerikanische Gospels von John W. Peterson. Leuchter-Verlag (Label: Sela)
- Gott hat ein herrliches Werk getan. Leuchter-Verlag (Label: Sela)
- Werke alter Meister. Leuchter-Verlag (Label: Sela)
- Wolfgang Blissenbach singt biblische Lieder von Anton Dvorak. Leuchter-Verlag (Label: Sela)
- Ich singe! Ich singe! Leuchter-Verlag (Label: Sela)
- Du bist in guten Händen. Septima Musikverlag
- Lass dich verändern. Septima Musikverlag
- Psalmen, Lobgesänge, Geistliche Lieder. Septima Musikverlag
- Wir singen für Südamerika. Leuchter-Verlag (Label: Sela)
- Wolfgang Blissenbach singt Lieder von Allan Törnberg. Leuchter-Verlag (Label: Sela)
- Das Hohepriesterliche Gebet. Septima/BenSound

### Eigene Konzepte und Kollaborationen
- Selig sind ... : Eine moderne Kantate nach Texten der Bergpredigt von Wolfgang Blissenbach
- Im Weihnachtslicht
- Der Heiland ist geboren
- Denkt an mich
- Jauchzet dem Herrn!. Bundessingen in Karlsruhe 1986
- Heilige Weihnacht
- Preist unsern Herrn
- Wir singen für Südamerika

### Mitwirkung bei Konzepten
- Halleluja. Ein Lob- und Dank-Festival. Leitung: Klaus Heizmann
- Mein Geist wird euch leiten. Oratorium. Leitung: Klaus Heizmann
- Preis und Anbetung sei dir. Die neue Kantate. Leitung: Klaus Heizmann
- Jesus kommt wieder. Die neue Kantate. Leitung: Klaus Heizmann
- Gelobt sei Gott im höchsten Thron. Die schönsten Choräle. Leitung: Jochen Rieger
- Lichter der Hoffnung. Die neue Kantate. Leitung: Klaus Heizmann

### Kompilationen
- Vater im Himmel, dich will ich loben: The Best Of Wolfgang Blissenbach, Vol. 1, Septima
- Wolfgang Blissenbach - The Famous German Bariton In Memoriam: Glad Tomorrow.
- Wolfgang Blissenbach - The Famous German Bariton In Memoriam: Blick auf das Kreuz.
- Wolfgang Blissenbach - The Famous German Bariton In Memoriam: Auf Kurs zum Himmel.
- Wolfgang Blissenbach - The Famous German Bariton In Memoriam: Gott hat Wege in der Wüste

### Chorwerke
- Jesus, wir beten Dich an - ARCHE-Chor Hamburg - Leuchter
- Im Weihnachtslicht - ARCHE-Chor Hamburg - Leuchter
- Ihr sollt meine Zeugen sein - The GOSPEL-SINGERS - Leuchter
- Glücklich - The GOSPEL-SINGERS - Leuchter
- Neue Perspektive - The GOSPEL-Singers - Leuchter
- Lasst uns Brücken bauen - The GOSPEL-Singers - Leuchter
- Heilige Weihnacht - The GOSPEL-Singers - Leuchter

### Orchester-Werke
- Juwelen unter Evangeliumsliedern - Leuchter
- Perlen unter Evangeliumsliedern - Leuchter
- Kleinodien unter Evangeliumsliedern - Leuchter
- Ein Schatzkästchen beliebter Evangelieder - Leuchter

### Männer-Quartett Projekt
- Ein Rosenstrauss beliebter Evangeliumslieder mit dem SOLISTEN-Quartett - Leuchter

## Bücher und Noten
- So singet mein Herze. Noten. Leuchter-Verlag
- Freue dich Welt. Weihnachtskantate von Wolfgang Blissenbach. Leuchter-Verlag
- Musik in Bibel und Gemeinde. Leuchter-Verlag